# آلدو برایبانتی

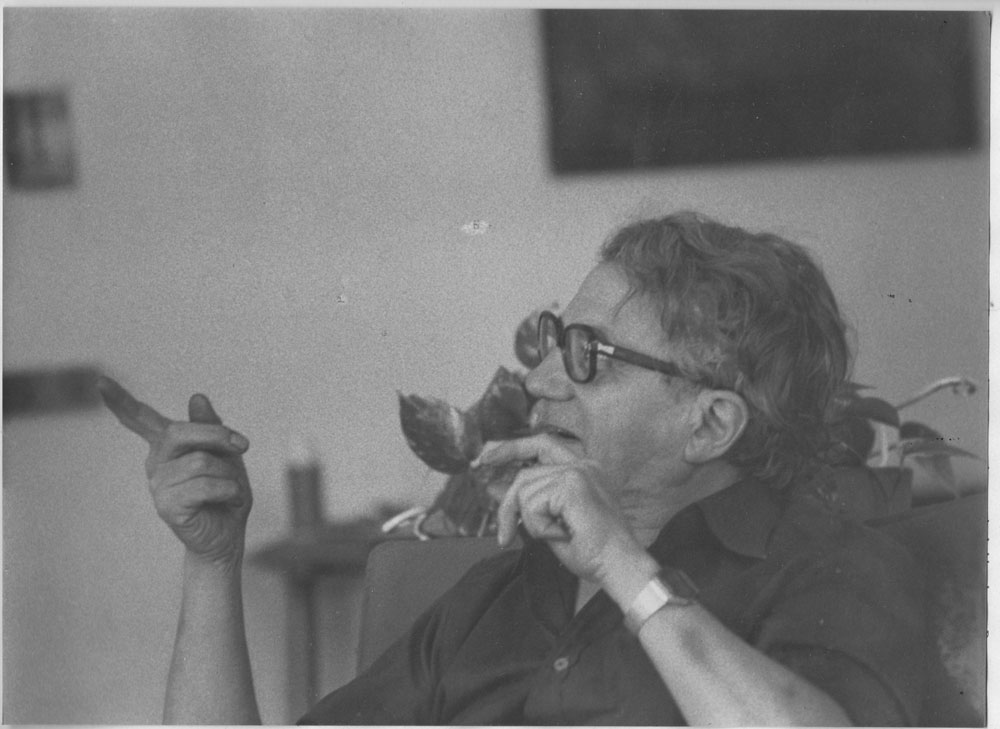
آلدو برایبانتی

آلدو برایبانتی (به ایتالیایی: Aldo Braibanti)؛ (۱۷ سپتامبر ۱۹۲۲ – ۶ آوریل ۲۰۱۴) شاعر، مقاله‌نویس، فیلم‌نامه‌نویس، نمایشنامه‌نویس، کارگردان و هنرمند تجسمی ایتالیایی بود. او به عنوان یک پارتیزان در مقاومت جنگید و پس از جنگ به فعالیت‌های فکری خود بازگشت و خود را وقف هنرهای تجسمی، سینما، تئاتر و ادبیات کرد و همچنین به مورچه‌شناسی و بوم‌شناسی پرداخت.

## زندگی‌نامه
آلدو برایبانتی دوران کودکی خود را در فیورنتزولا دی آردا در نزدیکی پیاچنتسا در ایتالیا گذراند. پدرش یک پزشک محلی بود و اغلب او را در ویزیت خانگی در استان پیاچنتسا همراهی می‌کرد. به زودی آلدو مرکزیت جهان طبیعی را کشف کرد و علاقه شدیدی به محیط زیست و حفاظت از محیط زیست پیدا کرد. او شیفته زندگی حیوانات و به ویژه رفتار حشرات اجتماعی بود: مورچه‌ها، زنبورها و موریانه‌ها. او در حالی که تحت فاشیسم بزرگ می‌شد، از «یک شرکت خانوادگی روشنفکر در مخالفت با هرگونه تحمیل اقتدارگرا و روحانی» برخوردار بود. بین هفت تا هشت سالگی شروع به نوشتن اولین متون شعری خود کرد. علاقه اولیه او در دوران مدرسه به شاعرانی از جمله دانته آلیگیری، فرانچسکو پترارک، جوسوئه کاردوچی، جووانی پاسکولی و گابریله دانونزیو و علاقه بیشتری به جاکومو لئوپاردی و اوگو فسکولو داشت. در این زمان فعالیت شعری خود را آغاز کرد و بلافاصله قافیه و سنت‌های سبکی را کنار گذاشت و به شعر آزاد روآورد. به زودی او در اولین تجربه تئاتری خود، آمنیس، اولین دیالوگ‌های فلسفی خود، شب زنده‌داری کوه، و اولین سرودهایش برای طبیعت شرکت کرد.
از سال ۱۹۳۷ تا ۱۹۴۰، برایبانتی در دبیرستان کلاسیک رومانیوسی در پارما شرکت کرد. او به دلیل ممتاز بودن در دبیرستان از پرداخت مالیات مدرسه معاف شد. در ۲۷ نوامبر ۱۹۳۹، او مانیفستی نوشت و مخفیانه توزیع کرد که در آن از همراهان دبیرستان خود خواسته بود تا علیه دیکتاتوری فاشیستی متحد و سازماندهی شوند. پس از دبیرستان به فلورانس نقل مکان کرد و در آنجا برای تحصیل در رشته فلسفه وارد دانشگاه شد. او شروع به تولید کلاژ کرد. علاقه و مطالعه او در مورد زندگی مورچه‌ها به تدریج به یک تحقیقات علمی دقیق تبدیل شد.

### سال‌های پس از جنگ
در سال ۱۹۴۶، برایبانتی در میان سازمان دهندگان جشنواره جهانی جوانان، که سال بعد در پراگ برگزار شد، بود و رئیس جوانان کمونیست توسکانی شد. در سال ۱۹۴۷، با استعفا از سمت خود با شعری که در مجله ایل پونته منتشر شد، سیاست را رها کرد که با عبارت «خداحافظی نیست بلکه وداع است» شروع شد. او دعوت برای بازگشت به حزب کمونیست ایتالیا را رد کرد و گفت: من یک سیاستمدار نیستم. در دوره پس از جنگ، برایبانتی مدرک خود را در فلسفه نظری با پایان‌نامه‌ای در مورد مفهوم گروتسک «به عنوان یک بحران ایده‌آل، و بنابراین به عنوان یک حد وسط بین تراژیک و کمیک درک می‌شود» دریافت کرد.

### سال‌های زندگی در رم
در سال ۱۹۵۶، برایبانتی با یک سخنرانی بسیار بحث‌برانگیز در مورد جنبه‌هایی از استالینیسم که مخالف آن بود، در کار کنگره ملی حزب کمونیست ایتالیا شرکت کرد. از آن زمان برایبانتی از وابستگی سیاسی خود به حزب صرف نظر کرد ولی روابط دوستانه با رفقای قدیمی خود در را مقاومت حفظ کرد.
در سال ۱۹۶۰، یوجنیو کاسین، که برایبانتی در طول دوره مقاومت فلورانس با او ملاقات کرده بود، او در سال ۱۹۶۰ دفتر خاطرات سفر کریستف کلمب را به ایتالیایی ترجمه کرد و در سال ۱۹۶۲ به رم نقل مکان کرد و به عنوان کارگردان تئاتر شروع به کار کرد. او با کارملو بنه جوان کار کرد و همکاری با سیلوانو بوسوتی و ویتوریو گلمتی در رادیو۳ در سال ۱۹۷۹ از سر گرفت.

### سال‌های آخر و درگذشت
در سال ۲۰۰۵، برایبانتی از خانه‌اش در رم، جایی که چهل سال در آنجا زندگی کرده بود، بیرون رانده شد. در سال ۲۰۰۶، در پی تحقیق مجلس در مورد شرایط زندگی وی، طبق قانون باچلی، مستمری دریافت کرد. در سال ۲۰۰۸ به برایبانتی دستور داده شد که آپارتمانش را با تمام وسایلش و یک کتابخانه بزرگ ترک کند. او با کمک خانواده‌اش چند سال دیگر را گذراند، تا اینکه در ۶ آوریل ۲۰۱۴ در ۹۱ سالگی بر اثر ایست قلبی درگذشت.